# Lamourouxia jaliscana
Lamourouxia jaliscana là loài thực vật có hoa thuộc họ Cỏ chổi. Loài này được W.R. Ernst & Baad mô tả khoa học đầu tiên năm 1970.